# Манільва
Манільва (ісп. Manilva) — муніципалітет в Іспанії, у складі автономної спільноти Андалусія, у провінції Малага. Населення — 14 168 осіб (2010).
Муніципалітет розташований на відстані близько 470 км на південь від Мадрида, 85 км на південний захід від Малаги.

## Демографія
Динаміка населення (INE ):

## Галерея зображень

Розташування муніципалітету у провінції Малага
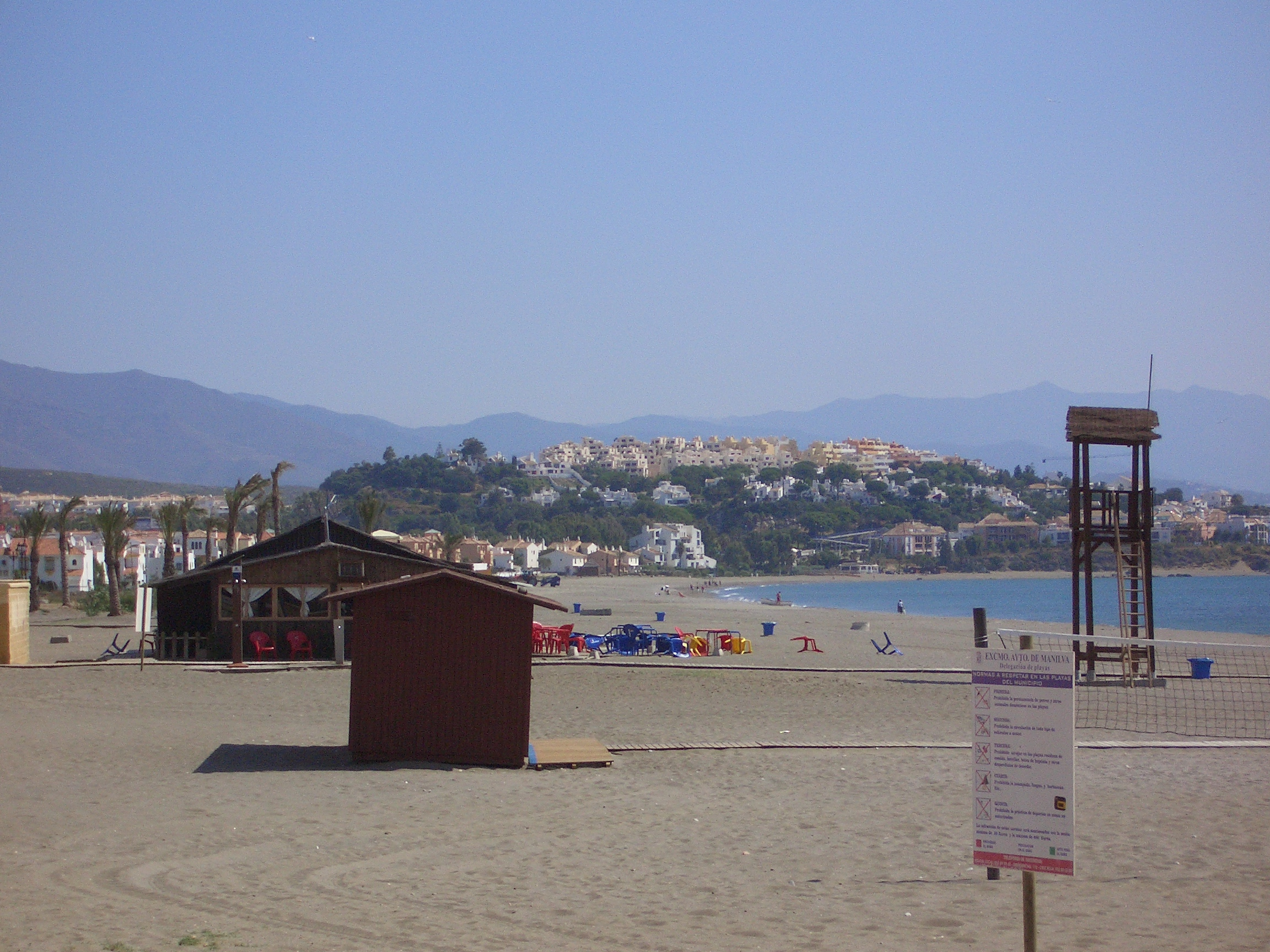
Пляж Сабінільяс